# Passiver Widerstand
Passiver Widerstand ist eine Form des gewaltfreien Protests einzelner Menschen oder größerer Menschengruppen, die Aufforderungen, Anweisungen oder Befehlen entweder gar nicht folgen oder nur in einer Weise, die nicht dem eigentlichen Zweck entspricht. Im Unterschied dazu wird beim aktiven Widerstand etwas getan oder ausgesprochen. Beide Formen des Widerstandes können ihren Ausdruck im zivilen Ungehorsam finden. Mit einem passiven Widerstand können sehr verschiedene Ziele verfolgt werden, deswegen ist es wichtig, ihn in den jeweiligen Zusammenhang einzuordnen, in dem er auftritt. Ebenso kann es vorkommen, dass von den jeweiligen Akteuren sehr verschiedene Handlungen unter dem Oberbegriff „passiver Widerstand“ verstanden werden.

## Historische Erfahrungen mit passivem Widerstand

### In Finnland 1899–1905 in den „Unterdrückungsjahren“
Initiator des „passiven Widerstands“ wurde eine der politischen Parteien in Finnland, als sie die bisherigen Autonomierechte Finnlands durch den Zaren Nikolaus II. gefährdet sah. Gegen die von ihm eingeleitete Russifizierung initiierte die Partei Widerstandsmaßnahmen, die auf große Resonanz in der Bevölkerung, in der Verwaltung und bei den Kirchen stießen. Die Grundsätze waren, nicht zu gehorchen, nicht anzuerkennen und nicht zusammenzuarbeiten. Diese Partei war gewaltfrei, sie nannte es „passiv“. Die Aktionen richteten sich dagegen, die intensivierte russische Herrschaft anzuerkennen, und schlossen auch den Boykott russischer Personen und Geschäfte sowie sozialen Druck auf Personen, die sich mit Russen einließen, ein. Dieser passive Widerstand endete, als 1905 der russische Gouverneur Finnlands von einem Anhänger des aktiven Widerstands ermordet wurde. Die Geschichte dieses Widerstands wurde aus den russischen Polizeiakten recherchiert, die gegen diesen Widerstand vorgingen.

### In Deutschland Anfang der 20er Jahre gegen die gesellschaftlichen Veränderungen
Passiver Widerstand war im Deutschland der Weimarer Republik eine verdeckte Widerstandspraxis in Verwaltung und Wirtschaft. In den Beispielen, die in den Jahren 1921 und 1922 im Reichstag diskutiert wurden, ging es darum, Neuerungen abzuwehren, die in der Republik Einzug gehalten hatten: Darunter waren die Zulassung von Frauen zum Richteramt, die im Justizministerium nur zögerlich vorankam. Oder die Ablieferung von Getreide, die nur verschleppt wurde oder gar nicht vonstattenging. Diese Ereignisse wurden von Parlamentariern als passiver Widerstand kritisiert. Ihnen war eigen, dass sich jeweils nur schwer oder gar Verantwortliche nicht finden ließen. Das zeichnet die verdeckte Taktik des passiven Widerstands aus.

### In Deutschland 1920–1922 gegen den Versailler Vertrag
Als verdeckte politische Taktik richtete sich ein „passiver“ oder „elastischer“ Widerstand deutscher Reichsregierungen gegen die strikte Umsetzung des Versailler Vertrages, die die alliierten Siegermächte bis 1923 vom Deutschen Reich einforderten. Diese Taktik war kaum sanktionierbar und ermöglichte den Reichsregierungen, ihnen unliebsame Themen hinhaltend und verzögert oder gar nicht zu behandeln. Ein Beispiel ist in der folgenden Quelle nachzulesen.

### In Deutschland 1923 gegen die militärische Besetzung des Ruhrgebiets
Mit Beginn der militärischen Besetzung des Ruhrgebiets durch belgische und französische Truppen entwickelte sich zwischen dem 11. und dem 19. Januar bis zum September 1923 aus Protesten und ersten Verweigerungsaktionen ein „passiver Widerstand“ als umfassende Kampagne von Nichtzusammenarbeit und Befehlsverweigerung. Auch hier waren die Mittel vielfältig. Die Einstellung der Reparationslieferung der deutschen Regierung an die einmarschierenden Länder gehörte genauso dazu wie die Verlegung der Akten des Kohlensyndikats von Essen nach Hamburg, was die Kontrolle der Kohlenverteilung und -produktion unmöglich machte. Wichtigste Einmarschziele wurden so von Beginn an vereitelt. Flexible Streiks und die finanzielle Absicherung der Arbeitenden in den Betrieben durch die Regierung erschwerten die Beschlagnahme und die Inbesitznahme des besetzten Gebietes. All das entstand aus der Haltung, bei der als Unrecht empfundenen Militäraktion selber nicht auch noch mitmachen zu wollen.

## Passiver Widerstand in der Literatur
In Herman Melvilles Bartleby der Schreiber lehnt die Romanfigur Bartleby jede Form der Arbeit mit den Worten „Ich möchte lieber nicht“ ab (im englischen Original: I would prefer not to). Diese Verweigerung steigert sich im Verlauf der Erzählung. Sein Arbeitgeber duldet dies bis zu dem Punkt, da er sich gezwungen sieht, das Büro aufzugeben. Bartleby wird in ein Gefängnis gebracht, wo er letztlich stirbt.
J. M. Coetzee bearbeitet in literarischer Form in seinem Werk Leben und Zeit des Michael K. (im englischen Original: Life & Times of Michael K) das Leben der fiktiven Romanfigur in der südafrikanischen Gesellschaft, die in den 1980er Jahren von der Apartheid geprägt ist. Michael K. zeichnet sich dadurch aus, dass er Konflikten durch Flucht oder Duldung begegnet. In diesem Zusammenhang leidet er wiederholt Nahrungsmangel und verweigert während seiner Internierung in einem Lager die Nahrungsaufnahme.

## Belege und Anmerkungen
1. ↑  Outi Arajärvi: Nicht gehorchen, nicht anerkennen, nicht zusammenarbeiten. „Passiver Widerstand“ in Finnland Anfang des 20.Jh. Bund für Soziale Verteidigung e. V., ISSN 1439-2011, März 2022, abgerufen am 16. Juli 2025 (deutsch).
2. 1 2  Barbara Müller: Kämpferische Demokratie. Militärische Besetzung und gewaltlose Befreiung des Ruhrgebiets 1923–1925. Irene Publishing, Spasnäs 2025, ISBN 978-91-89926-20-2, S. 46 Beispiel innergesellschaftlich, S. 65–95 Herausbildung des passiven Widerstands 1923.
3. ↑  Reichsminister des Inneren Koch, sowie Legationsrat von Keller: Nr. 41 Besprechung mit Vertretern Preußens, Bayerns, Sachsens, Württembergs, Badens und Hessens über die Frage der Einwohnerwehren. 15. April 1920, S. 99. In: Akten der Reichskanzlei. Weimarer Republik. Online. Historische Kommission München. Das Bundesarchiv., abgerufen am 15. Juli 2025.
4. ↑  Life & Times of Michael K in der englischsprachigen Wikipedia.